# Rongeant
Der Rongeant ist ein Fluss in Frankreich, der im Département Haute-Marne in der Region Grand Est verläuft. Der Fluss entspringt an der Gemeindegrenze von Thonnance-les-Moulins und Germay, entwässert generell Richtung Nordwest und mündet nach rund 19 Kilometern an der Gemeindegrenze von Thonnance-lès-Joinville und Joinville als rechter Nebenfluss in die Marne. Knapp vor seiner Mündung unterquert er den Schifffahrtskanal Canal entre Champagne et Bourgogne bei der nach ihm benannten Schleuse Nr. 45 – Rongeant.

## Orte am Fluss
(Reihenfolge in Fließrichtung)
- Thonnance-les-Moulins
- Noncourt-sur-le-Rongeant
- Poissons
- Suzannecourt
- Joinville